# Mount Katsufrakis
Mount Katsufrakis ist ein vorspringender Berg in der antarktischen Ross Dependency. In der Queen Elizabeth Range ragt er auf der Ostseite des Markham-Plateaus auf.
Der United States Geological Survey kartierte ihn anhand eigener Tellurometervermessungen und Luftaufnahmen der United States Navy aus den Jahren von 1960 bis 1962. Das Advisory Committee on Antarctic Names benannte ihn 1966 nach dem US-amerikanischen Strahlenforscher John Peter Katsufrakis (1925–1994), der im Rahmen des United States Antarctic Research Program von 1963 bis 1964 auf der McMurdo-Station und von 1964 bis 1965 sowie zwischen 1965 und 1966 auf der Byrd-Station tätig war.